# Lepirudin
Lepirudin là thuốc chống đông máu có chức năng như một chất ức chế thrombin trực tiếp.
Tên thương hiệu: Refludan, Generic: Lepirudin rDNA để tiêm.
Lepirudin là một hirudin tái tổ hợp  có nguồn gốc từ các tế bào nấm men. Thuốc gần giống với hirudin được chiết xuất từ Hirudo hazinalis, khác nhau bởi sự thay thế leucine cho isoleucine ở đầu N của phân tử và không có nhóm sulfate trên tyrosine ở vị trí 63.
Lepirudin có thể được sử dụng như một thuốc chống đông khi heparins (không phân đoạn hoặc trọng lượng phân tử thấp) đều chống chỉ định vì tiểu cầu do heparin.

## Rút khỏi thị trường
Bayer tuyên bố ngừng sản xuất lepirudin (Refludan) vào ngày 31 tháng 5 năm 2012. Tại thời điểm thông báo, công ty dự kiến nguồn cung từ các nhà bán buôn sẽ cạn kiệt vào giữa năm 2013.